# Оверьяновка
Оверьяновка (укр. Овер'янівка) — село в Новотроицкой поселковой общине Генического района Херсонской области Украины у южного берега озера Оверьяновского.
Население по переписи 2001 года составляло 108 человек. Почтовый индекс — 75360. Телефонный код — 5548. Код КОАТУУ — 6524484003.

## Экономика
- Оверьяновская ветровая электростанция[2]